# Котлина (Кнежеві Виногради)
45°47′ пн. ш. 18°44′ сх. д. / 45.78° пн. ш. 18.73° сх. д.
Котлина (хорв. Kotlina) — населений пункт у Хорватії, в Осієцько-Баранській жупанії у складі громади Кнежеві Виногради.

## Населення
Населення за даними перепису 2011 року становило 288 осіб.
Динаміка чисельності населення поселення:

## Клімат
Середня річна температура становить 10,98 °C, середня максимальна – 25,30 °C, а середня мінімальна – -5,81 °C. Середня річна кількість опадів – 616 мм.
| Клімат поселення                              | Клімат поселення | Клімат поселення | Клімат поселення | Клімат поселення | Клімат поселення | Клімат поселення | Клімат поселення | Клімат поселення | Клімат поселення | Клімат поселення | Клімат поселення | Клімат поселення | Клімат поселення |
| Показник                                      | Січ.             | Лют.             | Бер.             | Квіт.            | Трав.            | Черв.            | Лип.             | Серп.            | Вер.             | Жовт.            | Лист.            | Груд.            |                  |
| Середній максимум, °C                         | 5,94             | 7,71             | 12,27            | 16,93            | 22,33            | 25,30            | 24,93            | 24,72            | 20,48            | 15,07            | 8,93             | 5,11             |                  |
| Середня температура, °C                       | 0,06             | 1,82             | 6,39             | 11,05            | 16,46            | 19,42            | 21,14            | 20,90            | 16,69            | 11,30            | 5,16             | 1,31             |                  |
| Середній мінімум, °C                          | −5,81            | −4,04            | 0,53             | 5,18             | 10,58            | 13,55            | 17,34            | 17,12            | 12,90            | 7,49             | 1,36             | −2,48            |                  |
| Норма опадів, мм                              | 37               | 32               | 35               | 48               | 58               | 77               | 63               | 59               | 51               | 52               | 57               | 47               |                  |
| Середньомісячна швидкість вітру, м/с          | 2.56             | 2.76             | 3.03             | 2.96             | 2.61             | 2.40             | 2.34             | 2.19             | 2.18             | 2.34             | 2.48             | 2.60             |                  |
| Середньомісячна сонячна радіація, кДж/м²·день | 4179             | 6990             | 10913            | 15529            | 19425            | 21712            | 22046            | 20024            | 14844            | 9353             | 4725             | 3455             |                  |
| --------------------------------------------- | ---------------- | ---------------- | ---------------- | ---------------- | ---------------- | ---------------- | ---------------- | ---------------- | ---------------- | ---------------- | ---------------- | ---------------- | ---------------- |
| Джерело:                                      |                  |                  |                  |                  |                  |                  |                  |                  |                  |                  |                  |                  |                  |